# Franz Wimmer-Lamquet
Franz Wimmer-Lamquet, était un officier autrichien de la SS et des services de renseignements militaires il est né le 28 avril 1919 à Vienne et mort en 2010. 

## Biographie

### Jeunesse et formation
À l'âge de 15 ans, Wimmer-Lamquet reçoit une formation en anglais et en langues africaines et est sélectionné par Reinhard Heydrich pour une mission en Afrique orientale allemande.

### Missions

#### Afrique orientale
En mai 1936, il est parti pour le Tanganyika pour prendre en charge une plantation de café. Après l'invasion de la Pologne par les Nazis, il a été interné d'abord à Tanga, puis à Dar es Salaam.

#### Moyen-Orient et en Afrique du Nord
Ramené en Europe en 1940, Reinhard Heydrich l'a choisi en mars 1940 pour une mission au Moyen-Orient et l'a préparé à rejoindre les Brandebourgeois. Cette mission spéciale comprenait l'apprentissage de la langue arabe et le mariage avec la fille du sultan bleu de Mauritanie. En mai 1941, il a rejoint le commandement spécial F en Irak et en Syrie. Ensuite, il avait pour mission de créer une unité de combat spéciale pour la lutte en Sahara.

### Dirigeant de la Force spéciale Wimmer
Sa proposition de créer une école d'espionnage a été acceptée. La Force spéciale Wimmer qu'il dirigeait était composée de légionnaires étrangers et de locaux, et était utilisée pour des actes de terrorisme en Afrique du Nord. Il était considéré comme le "Lawrence d'Arabie allemand"[Par qui ?]. Il n'était pas rattaché au corps allemand en Afrique, mais relevait directement d'Adolf Hitler après la mort de Heydrich.

### Promotion et arrestation
Au printemps 1943, Wimmer-Lamquet a été promu SS-Standartenführer. De retour à Berlin en mars 1945, il a été arrêté par le NKVD le 31 mai 1945 à Potsdam et remis au SMERSH.

### Emprisonnement et libération
La commission spéciale du ministère de la Sécurité de l'État de l'URSS l'a condamné le 30 novembre 1946 en vertu de l'article 58 du code pénal de la RSFS de Russie à 15 ans de travaux forcés. Il a été interrogé sous la torture à la prison de Loubianka. Paralysé par les mauvais traitements, il a été transféré à l'infirmerie de la prison de Boutyrka. Ensuite, il a été patient de l'hôpital du camp de travail de Vorkouta jusqu'à son rapatriement en octobre 1955. Le 3 juillet 2001, il a été réhabilité par le parquet militaire de la fédération de Russie à Moscou.

### Services de renseignement français
Après sa libération, Wimmer-Lamquet a travaillé pour les services de renseignement français et a travaillé à Tunis, notamment au printemps 1959 sous le pseudonyme de Monsieur Le Roy.